# Calle 63 & Avenida Malvern (Metro de Filadelfia)
Calle 63 & Avenida Malvern o 63rd and Malvern Loop (anteriormente Malvern Loop) es la estación terminal de la Ruta 10 de la línea Verde del Metro de Filadelfia. La estación se encuentra localizada en la Calle 63 & Market Street en Filadelfia, Pensilvania. La estación Calle 63 & Avenida Malvern fue inaugurada en 1926. La Autoridad de Transporte del Sureste de Pensilvania (por sus siglas en inglés SEPTA) es la encargada por el mantenimiento y administración de la estación.

## Descripción y servicios
La estación Calle 63 & Avenida Malvern cuenta con andenes peatonales y 2 vías.  

## Conexiones
La estación es abastecida por las siguientes conexiones: 
- Rutas de autobuses SEPTA: 46, 65, G y 105